# Шарок
Шарок — деревня в Шимском районе Новгородской области в составе Медведского сельского поселения.

## География
Находится в западной части Новгородской области на расстоянии приблизительно 10 км на север по прямой от районного центра поселка Шимск.

## История
На карте 1847 года уже была отмечена. В 1907 году здесь (деревня Новгородского уезда Новгородской губернии) было учтено 48 дворов.

## Население
Численность населения: 256 человек (1907 год), 5 (русские 100 %) в 2002 году, 11 в 2010.